# 성제 (가수)
성제(1986년 11월 17일 ~ )은 대한민국의 보이 밴드 슈퍼노바의 멤버이자 메인보컬을 맡고 있다. 

## 학력
- 서울예술대학교 방송연예과
- 경희사이버대학교 정보통신학

## 음반

### O.S.T
- 《총각네 야채가게 OST Part 1》 (2011.12.29 발매), 대표곡 : Be My Girl
- 《불야성 OST Part 2》 (2016.12.20 발매), 대표곡 : 그날처럼

### 참여 음반
- 디지털 싱글 《Merry Love》 (2010.12.16 발매), 대표곡 : Merry Love (Duet. 강지영)

## 가수 외 활동

### 영화
- 《달콤한 거짓말》 (2008년) - 패스트푸드알바생 역
- 《우리들의 애프터☆스쿨》 (2010년)
- 《너에게 러브송을》 (2010년)
- 《게스트하우스》 (2018년) - 정우 역
- 《긴 하루》 (2021년) - 현수 역

### 드라마
- 《싸인》 (2011년, SBS) - 그룹 'VOICE'의 멤버 역 (특별출연)
- 《일년에 열두남자》 (2012년, tvN) - 관우 역
- 《멜로가 체질》 (2019년, JTBC)

### CF
- 2007년 M! Pick - 초신성
- 엘리트 교복